# Grande Françoise
Die Grande Françoise war ein französisches Kriegsschiff des 16. Jahrhunderts.

## Geschichte
Die Karacke Grande Françoise wurde als Frankreichs Antwort auf die 1514 gebaute und 1536 modifizierte Henry Grâce à Dieu erstellt. Das Schiff sollte das Königreich Frankreich glorifizieren und gleichzeitig zeigen, dass auch französische Schiffbauer in der Lage waren, schwere Karacken zu bauen, die es mit der Henry Grace à Dieu aufnehmen könnten. Eines hatten diese aber nicht bedacht: Die Grande Françoise hatte für ihre Zeit enorme Maße: Der Tiefgang des Schiffs war so erheblich, dass ein Passieren der Hafeneinfahrt von Le Havre nicht möglich war – selbst dann nicht, wenn eine außergewöhnliche Flut eingesetzt hätte. Das Schiff hatte somit also lediglich eine Repräsentations- und Abschreckungsfunktion, marinetaktisch allenfalls eine Verteidigungsfunktion für den Hafen von Le Havre, da es diesen nie hat verlassen können.

## Aufbau
Die Grande Françoise hatte 4 Masten, die allerdings noch aus einem Stück bestanden: Fockmast und Großmast waren mit jeweils drei Rahsegeln belegt, der Besanmast hatte oben auf der Marsposition eine Rahbesegelung und darunter eine Lateinerbesegelung. Der Kreuzmast war mit einem Lateinersegel ausgestattet, an dem darüber hinaus noch ein Gaffeltopsegel belegt werden konnte, das an einem zusätzlichen aus dem Heck herausragenden Baum festgemacht werden konnte.

## Bewaffnung
Das Schiff verfügte über 120 Bronzekanonen, die aber allesamt den an Land genutzten Kanonen entsprachen – die den typischen Marineansprüchen genügenden Bordkanonen waren zu dieser Zeit noch nicht erfunden.